# Begonia meyeri-johannis
Espèce
Begonia meyeri-johannis est une espèce de plantes de la famille des Begoniaceae. Ce bégonia est originaire d'Afrique. L'espèce fait partie de la section Exalabegonia. Elle a été décrite en 1892 par Adolf Engler (1844-1930). L'épithète spécifique meyeri-johannis signifie « de Johannes Meyer », en référence au géographe et explorateur allemand Dr Johannes (Hans) Meyer (1858-1929) qui fut le premier à faire l'ascension du Kilimanjaro.
En 2018, l'espèce a été assignée à une nouvelle section Exalabegonia, au lieu de la section Mezierea.

## Répartition géographique
Cette espèce est originaire des pays suivants : Burundi ; Kenya ; Malawi ; Rwanda ; Tanzanie ; Ouganda ; Zaïre.